# 奧莉加·普奇科娃
奥莉加·阿列克谢耶芙娜·普奇科娃（俄语：Ольга Алексеевна Пучкова，1987年9月27日—）是俄羅斯职业网球女运动员，2002年轉職業。她的WTA生涯最高單打排名為第32（2007年6月11日）。

## 外部連結
- 官方网站
- 奧莉加·普奇科娃的国际女子网球协会官方資料（英文）
- 奧莉加·普奇科娃的國際網球總會 職業／青少年 官方資料（英文）